# Claudio Pollio
Claudio Pollio (n. 27 mai 1958, Napoli, Italia) este un luptător ce a reprezentat Italia, medaliat olimpic. A participat la 2 ediții ale Jocurilor Olimpice (1976, 1980) în care a câștigat o medalie de aur.